# Fitotoldo

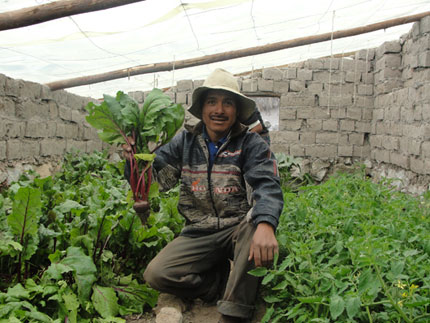
Fitoldo instalado en la Comunidad de Huaruma, en Mara, Cotabambas en Apurímac.

Un fitotoldo (en Perú) o carpa solar (en Bolivia) hace referencia a un mini invernadero artesanal con cubierta utilizado en la agricultura familiar andina para crear un microclima adecuado para el cultivo y protección de ciertas especies de plantas alimenticias. Este sistema protege a las plantas de condiciones climáticas adversas —la lluvia, el calor y el sol extremos, el granizo y la helada— generando un microclima que se ha convertido en una solución para cultivos en zonas altoandinas entre los 3000 y 4500 m s.n.m. con cambios bruscos de temperatura.
Además, fomentan el uso eficiente del agua y un mejor control preventivo de la aparición de plagas o enfermedades en los cultivos.